# Rancid
I Rancid sono un gruppo musicale punk rock statunitense, formatosi a Berkeley, California, nel 1991.
Nati inizialmente come pura street punk band, nel corso degli anni hanno spaziato mescolando sottogeneri diversi come ska punk, pop punk e reggae.
La formazione storica della band è costituita da: Tim Armstrong, voce, chitarra, compositore e cofondatore del gruppo, Lars Frederiksen, voce, chitarre e compositore, Matt Freeman, basso, voce d'accompagnamento, chitarra folk e cofondatore del gruppo assieme a Tim Armstrong, e Brett Reed, batteria, sostituito nel 2006 da Branden Steineckert.

## Storia

### Gli inizi
Matt Freeman e Tim Armstrong, amici dal tempo delle scuole elementari che frequentavano entrambi, nella cittadina di Albany in California, iniziano a suonare insieme ai tempi del liceo, formando nel 1987 un gruppo ska punk che diverrà ben presto seminale nella scena californiana, gli Operation Ivy. La band era formata da Jesse Michaels alla voce, Tim Armstrong (con lo pseudonimo di "Lint") alla chitarra, Matt Freeman (con lo pseudonimo di "Matt McCall") al basso e Dave Mello alla batteria.
Gli Operation pubblicano l'album di esordio nel 1988, ma è il loro secondo lavoro, Energy, che li conduce a fama e notorietà. Successivamente a questa pubblicazione, la pressione delle major discografiche aveva cominciato a farsi sentire: in seguito alle pressioni della EMI Records per firmare un contratto da due album, la band decide di sciogliersi, in quanto il loro intento era quello di rimanere una band locale indipendente.

### La nascita

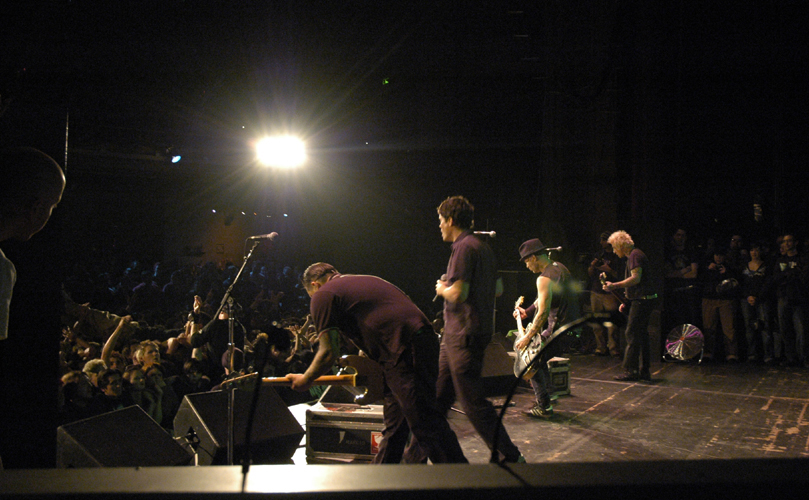
I Rancid in concerto con gli Operation Ivy

Dopo la rottura della band nel 1989, Lint e Matt Freeman passano un periodo di crisi, culminato addirittura nel ricovero di Tim a causa di un'intossicazione acuta da alcol; superato il duro periodo Matt torna da Tim per domandargli di ricominciare a suonare insieme. Si arriva così alla fondazione nel 1991 di un nuovo gruppo punk: i Rancid.
Con Matt al basso e Tim alla voce e chitarra, si aggiunge dopo poco il batterista, nonché amico di Armstrong, Brett Reed. Dopo appena due mesi assieme pubblicano, nel 1992, il primo EP da cinque pezzi per un'etichetta discografica di Berkeley, la Lookout! Records, label che aveva già sotto contratto gli Operation Ivy.

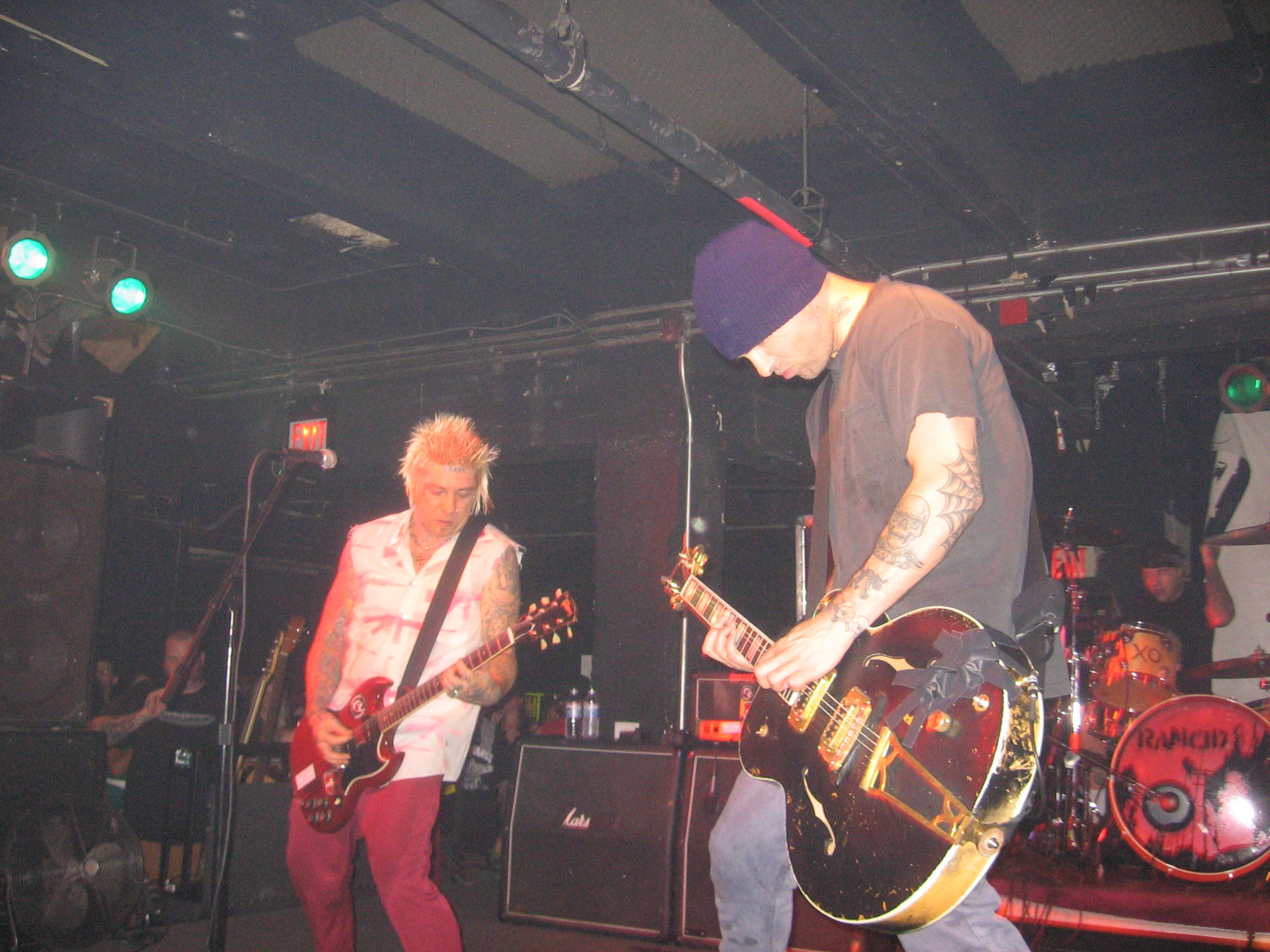
Tim Armstrong e Lars Frederiksen in concerto nel 2006

L'EP cattura l'attenzione di Brett Gurewitz e della sua etichetta Epitaph Records rifondata qualche anno prima e che già pubblicava i lavori dei NOFX e di altre band, che ben presto metterà sotto contratto la band garantendogli ottime condizioni economiche e totale libertà creativa. Con la Epitaph esce nel 1993 l'album omonimo Rancid. L'album, puntato unicamente verso un grezzo street punk, non ottiene un successo clamoroso nonostante che del singolo Hyena venga anche girato un video; dopo la pubblicazione del disco, per un breve periodo partecipa come secondo chitarrista Billie Joe Armstrong dei Green Day; tuttavia Billie Joe rinuncia dopo pochi live e perciò per il secondo album la band si mette alla ricerca di un soggetto che possa fare al caso loro; trovato poi in Lars Frederiksen (nativo della vicina Campbell, per un periodo membro dei britannici U.K. Subs). Frederiksen con la sua band, gli Slip, aveva suonato insieme ai Rancid ed infatti già nel 1992 aveva ricevuto un'offerta da parte di Armstrong e compagni che aveva declinato per dedicarsi al suo progetto, salvo poi accettare l'anno successivo dopo lo scioglimento del gruppo.
Nel 1994, con Lars e Tim alle voci e chitarra, pubblicano il loro secondo lavoro ancora per la Epitaph, Let's Go, e il video di Salvation, singolo trainante, entra nella playlist di MTV. Questo pezzo assieme ad altri come Nihilism e Radio Radio Radio verrà annoverato tra i brani cult della band e colonna sonora del punk anni novanta. I fan amanti dei suoni più grezzi e duri hanno considerato Let's Go il migliore lavoro della band, un parere soggettivo espresso in base al sottogenere favorito dai fan, perché nella loro storia i Rancid cambiarono più volte volto musicale. L'album vende comunque molto bene divenendo velocemente disco d'oro attirando le attenzioni delle major, tra cui anche l'etichetta Maverick Records di Madonna sulla band, che però rimane fedele alla Epitaph. Il 6 agosto del 1996 poi, Tim e Lars si esibiscono all'ultimo show dei Ramones, suonando entrambi la chitarra per la canzone 53rd & 3rd insieme alla band.
Lars canta anche la parte originariamente cantata da Dee Dee Ramone.

### Il successo
Sull'onda del successo di Let's Go, diventato disco d'oro, i Rancid sono tentati da numerose major per firmare un contratto, ma rimangono comunque fedeli alla Epitaph che li ha lanciati anche per poter mantenere una maggior libertà artistica.
Nel 1995 esce ...And Out Come the Wolves, che nonostante rappresenti il primo cambiamento musicale (dallo street punk grezzo degli esordi all'aggiunta di elementi ska punk, che renderà il tutto più orecchiabile) venderà benissimo, e sarà l'album di maggior successo della band californiana. Le vendite supereranno Let's Go, come il singolo di punta Time Bomb supererà la vecchia Salvation in molte classifiche internazionali; nel 2004 l'album diventa disco di platino solo negli USA e anche uno dei maggiori successi commerciali della Epitaph Records insieme a Smash degli Offspring e Punk in Drublic dei NOFX. Durante il "...Wolves Tour", la band partecipa anche al Lollapalooza 1996.
L'album uscirà più o meno contemporaneamente ad altri lavori punk di grande successo all'epoca e sarà il terzo per vendite dopo Smash degli Offspring e Dookie dei Green Day, che nel periodo di maggior esplosione della seconda ondata punk hanno ottenuto vendite record.

### La maturazione

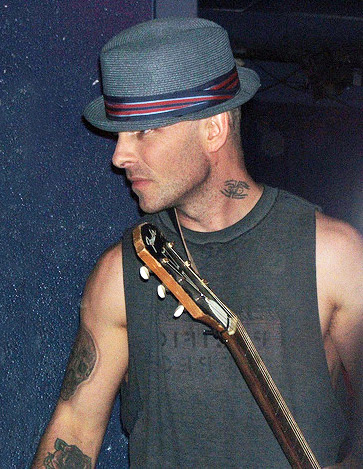
Tim Armstrong nel 2006

Nel 1998 il nuovo album Life Won't Wait è pronto ad uscire: i Rancid si aspettano molto da questo lavoro, avendo proseguito la transizione verso lo ska punk e le sonorità reggae-jamaicane, iniziata con l'album precedente e ora evoluta e perfezionata. Ma le loro aspettative vengono deluse, perché la stampa che pareva tanto interessata a loro, snobba l'album, in quanto rivelatosi molto diverso dai precedenti e dallo stile con cui i Rancid si erano resi famosi, oltretutto anche con meno influenze punk rock. I Rancid reagiscono chiudendosi in una specie di mutismo generale e smettono di farsi fotografare o intervistare per riviste e giornali; dopo una breve collaborazione con la serie televisiva South Park, per la quale incidono il brano Brad Logan, utilizzato come colonna sonora, nell'estate del 2000 pubblicano, con pochissima pubblicità, il secondo album omonimo Rancid, che rappresenta un totale abbandono (seppur temporaneo) dei leggeri ska punk e reggae a favore di un hardcore punk in your face e arrabbiatissimo mai testato prima. Famosi i brani Let Me Go e GGF. Il disco verrà considerato una manna dal cielo da tutti quei fan che avevano considerato il gruppo in piena decadenza fin da ...And Out Come the Wolves, a causa delle sonorità ska punk aggiunte; tuttavia le vendite saranno lontanissime dal secondo e terzo album, certificati come disco d'oro e di platino. Nel frattempo Armstrong fonda, assieme al rapper Rob Aston e al batterista Travis Barker, un gruppo parallelo ai Rancid, i Transplants, che si sono sciolti nel 2005 dopo aver pubblicato due album; poco dopo Lars lo imiterà fondando i Lars Frederiksen and the Bastards.
Nel 2001 La BYO Records (Better Youth Organization) propone alla band di pubblicare uno split con i NOFX: Tim suggerisce di reinterpretare delle canzoni a vicenda, e così la band registra al Westbeach Recorders di Hollywood, California (lo studio di Gurewitz e Donnell Cameron) sei cover della band di Fat Mike, mentre i NOFX fanno lo stesso con sei pezzi dei Rancid. Il risultato, Byo Split Series / Volume III, viene pubblicato dalla B.Y.O. agli inizi del 2002.
Il 2002 segnerà il primo periodo di forte crisi morale della band, nonché il secondo nella vita di Tim Armstrong; Joe Strummer, idolo e amico di Tim, che aveva anche pubblicato i suoi lavori con i Mescaleros per la Hellcat Records di proprietà di Tim, muore in quell'anno a poco più di cinquant'anni; Tim viene infatti lasciato dalla giovane moglie, anch'essa musicista punk, Brody Dalle, cantante dei Distillers. mentre poco dopo muore Robert, fratello di Lars: a lui sono dedicate Otherside e Sxunx and Punx. Come si è detto, questa è stato un periodo di profonda crisi morale, ma non artistica: anzi, queste traumatiche esperienze ispirano la band fino a portarla a pubblicare un nuovo disco che sarebbe anche potuto non uscire mai; il gruppo è riuscito comunque ad andare avanti e a riprendersi; Il 2003 vede così la pubblicazione di Indestructible, il disco segna un ritorno del gruppo, ripercorrendo tutte le sonorità già sperimentate nei precedenti lavori: dallo ska di Red Hot Moon all'hardcore punk di Out of Control.
Il disco è visibilmente il più ispirato nella storia della band per quanto riguarda i testi. L'album racconta proprio del modo in cui il gruppo ha superato la crisi, le vicende che la succedono e precedono e la domanda su come hanno fatto a uscirne. Questa la spiegazione che si dà Tim tra un brano e l'altro:
(Tim Armstrong)
L'album comunque otterrà vendite migliori dei due precedenti grazie ai tre singoli Fall Back Down, Red Hot Moon e Tropical London; sarà l'album più discusso del gruppo ottenendo qua e là recensioni molto contrastanti, nonché il primo a non essere pubblicato per la Epitaph bensì per la Hellcat Records di proprietà proprio di Tim Armstrong, e distribuito dalla Warner. Proprio questo contratto di distribuzione attraverso una major farà storcere il naso a molti fan che hanno sempre creduto nell'indipendenza della band.

### Tempi recenti

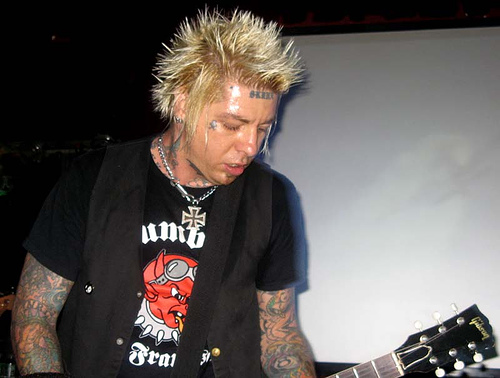
Lars Frederiksen nel 2007

Nel 2004 ...And Out Come the Wolves viene certificato dalla RIAA come disco di platino.Nel 2005 al bassista Matt Freeman viene diagnosticato un tumore al cervello, rivelatosi poi benigno; nello stesso anno il bassista fonda un suo progetto parallelo, i Devil's Brigade. Nel 2006 lo storico batterista della band Brett Reed lascia il gruppo senza rivelarne i motivi e viene sostituito da Branden Steineckert, che a sua volta aveva appena lasciato i The Used. Nel frattempo i componenti si dedicano ai loro progetti paralleli: Lars con i Lars Frederiksen and the Bastards pubblica il secondo album e lo stesso fa Tim con i Transplants. Matt Freeman prende parte a un tour dei Social Distortion esibendosi al basso come turnista. Il 13 aprile 2006 il gruppo annuncia che si sarebbe riunito per un tour nel luglio dello stesso anno. Annunciano anche la pubblicazione di un DVD live alla fine dei concerti programmati; la pubblicazione di tale lavoro non è però ancora avvenuta, e risulta incerta.
Intanto i membri del gruppo continuano la propria attività uno separato dall'altro: Tim riesce a pubblicare un album da solista, A Poet's Life, pochi mesi dopo l'uscita del suo secondo lavoro coi Transplants. Lars Frederiksen è invece meno fortunato: durante la terza data a Montréal del tour nell'agosto 2006, ha un collasso sopra il palco. In quel periodo assumeva molti antibiotici a causa di problemi respiratori e del naturale stress causato dalla frequenza dei concerti. Il gruppo deve sospendere l'esibizione nonché annullare le quattro date successive. Dopo l'inconveniente il tour tuttavia riprende e prosegue regolarmente.

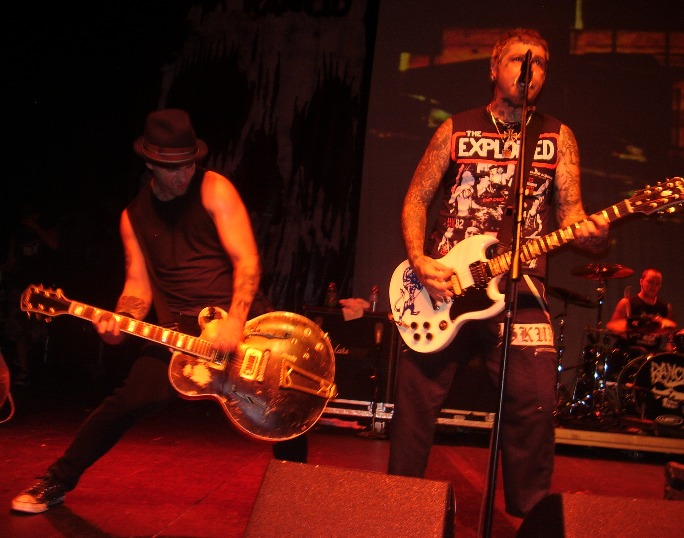
Rancid in concerto a Ventura in California nel settembre 2008

Terminato il tour, il dicembre 2007 vede l'uscita di due pubblicazioni: il primo album di foto del gruppo, pubblicato l'8 dicembre, e la prima compilation, intitolata B Sides and C Sides, pubblicata quattro giorni dopo, e contenente molti brani inediti, tra i quali spicca anche materiale di non trascurabile valore.
Il 3 febbraio 2009 i Rancid anticipano sul loro sito ufficiale l'ultimazione del mixaggio del nuovo album da parte di Brett Gurewitz e la probabile uscita del lavoro durante la primavera del 2009, come pure la partecipazione a una tornée nel Nord America assieme ai Rise Against.
Il nuovo disco, intitolato Let the Dominoes Fall, viene pubblicato il 2 giugno. Un singolo estratto dall'album, Last One to Die, era stato reso disponibile per il download digitale dal 7 aprile sul MySpace del gruppo.
Nel corso del 2011 la band ha partecipato a una breve tournée negli USA a supporto dei blink-182 e successivamente ha iniziato le registrazioni dell'ottavo album in studio con Brett Gurewitz che si era programmato di pubblicare nel 2012 durante il ventesimo anno di attività del gruppo. In realtà nel corso dell'anno la band ha pubblicato un album split con i Cock Sparrer, England Belongs to Me/East Bay Night, e ha registrato dopo 3 anni un nuovo brano, intitolato Fuck You, che è stato in un primo momento reso disponibile gratuitamente nel loro sito internet e successivamente incluso nella compilation Oi! This is Streetpunk, Volume Two, pubblicata il 12 dicembre 2012.
Nello stesso anno la band ha pubblicato con l'etichetta Pirates Press Records Rancid Essentials, una consistente raccolta di precedenti album per celebrare il ventesimo anniversario, che contiene tutti gli album ufficiali della band, compreso il loro omonimo EP, dal 1992 al 2009.
Successivamente, il 6 febbraio 2013, la band preannunciò, tramite la pubblicazione sul suo profilo Facebook di una foto dagli studi di registrazione, l'inizio dell'incisione dell'ottavo album. L'uscita dell'album fu poi confermata dal batterista Branden Steineckert che nel mese di dicembre 2013 ne rivelò il titolo, Honor Is All We Know, aggiungendo che sarebbe stato pubblicato a breve nel 2014; in realtà la data di pubblicazione dell'album slittò, fino alla definitiva uscita il 27 ottobre 2014.
Nel marzo 2016 la band si è esibita per la prima volta su una nave da crociera insieme a Flogging Molly, ai Fishbone, ai The Street Dogs, a Frank Turner e altri.

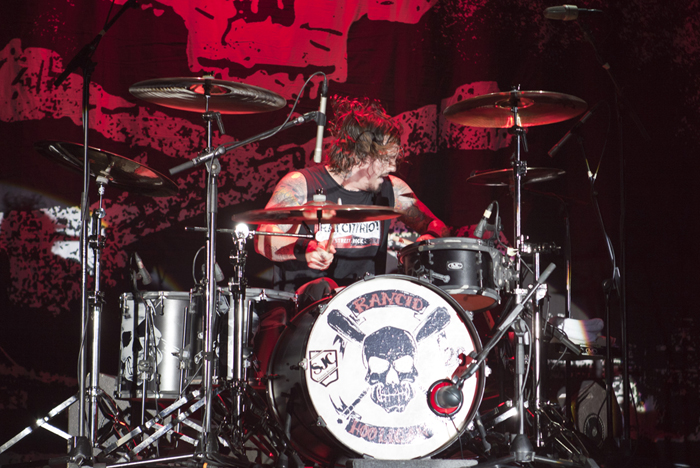
Branden Steineckert

Il 25 marzo 2017 i Rancid hanno suonato in Brasile al Lollapalooza di San Paolo di fronte a un pubblico stimato in 100.000 persone che hanno partecipato al primo di due giorni di festival. La formazione includeva anche artisti come Criolo, The xx e i Metallica. Nell'occasione, Lars Frederiksen ha dedicato l'ultima canzone del concerto, Ruby Soho, a Lemmy dei Motörhead, morto nel dicembre 2015, scrivendogli «il mondo è un luogo molto più fottuto senza di te».
Il 2 maggio 2017 i Rancid hanno annunciato sulla loro pagina Facebook che il nono album in studio, Trouble Maker, sarebbe stato pubblicato il 9 giugno. I Rancid si sono esibiti nella tournée From Boston to Berkeley Tour assieme ai Dropkick Murphys a luglio e agosto 2017.
Nel 2019, hanno diretto il festival itinerante di artigianato e birra The Bash e sono stati in tour in Nord America a settembre, con il supporto fornito dai Pennywise, dai Suicidal Tendencies, dagli English Beat, dagli Aquabats, dai Turnstile, dagli Iron Reagan e dagli Angel Du$t.
Nel giugno 2021 i Rancid hanno annunciato che avrebbero condotto il tour nordamericano da Boston a Berkeley II assieme ai Dropkick Murphys da agosto a ottobre 2021.
A novembre 2021 in un'intervista con Kerrang!, il chitarrista Lars Frederiksen ha confermato che i Rancid avevano "dato gli ultimi ritocchi" al loro nuovo album.

## Temi
Il tema più ricorrente nelle canzoni dei Rancid è la vita di strada: specialmente nel primo album, anche grazie a un'atmosfera cupa conferita dal basso, il gruppo parla dei rapidi e fugaci amori degli sbandati, di furti e spesso si lascia andare in lunghe descrizioni di squallidi quartieri di periferia, descrizioni che culminano spesso con l'affermazione che nel tutto c'è qualcosa che non va (Lock Step & Gone); altro tema comune sono i viaggi che spesso lasciano perplesso o sembrano non portare ad alcuna meta, percepibili in canzoni come Memphis o Journey to the End of the East Bay; riflessioni personali e talvolta profonde non sono rare, in canzoni come The 11th Hour.

## Stile musicale

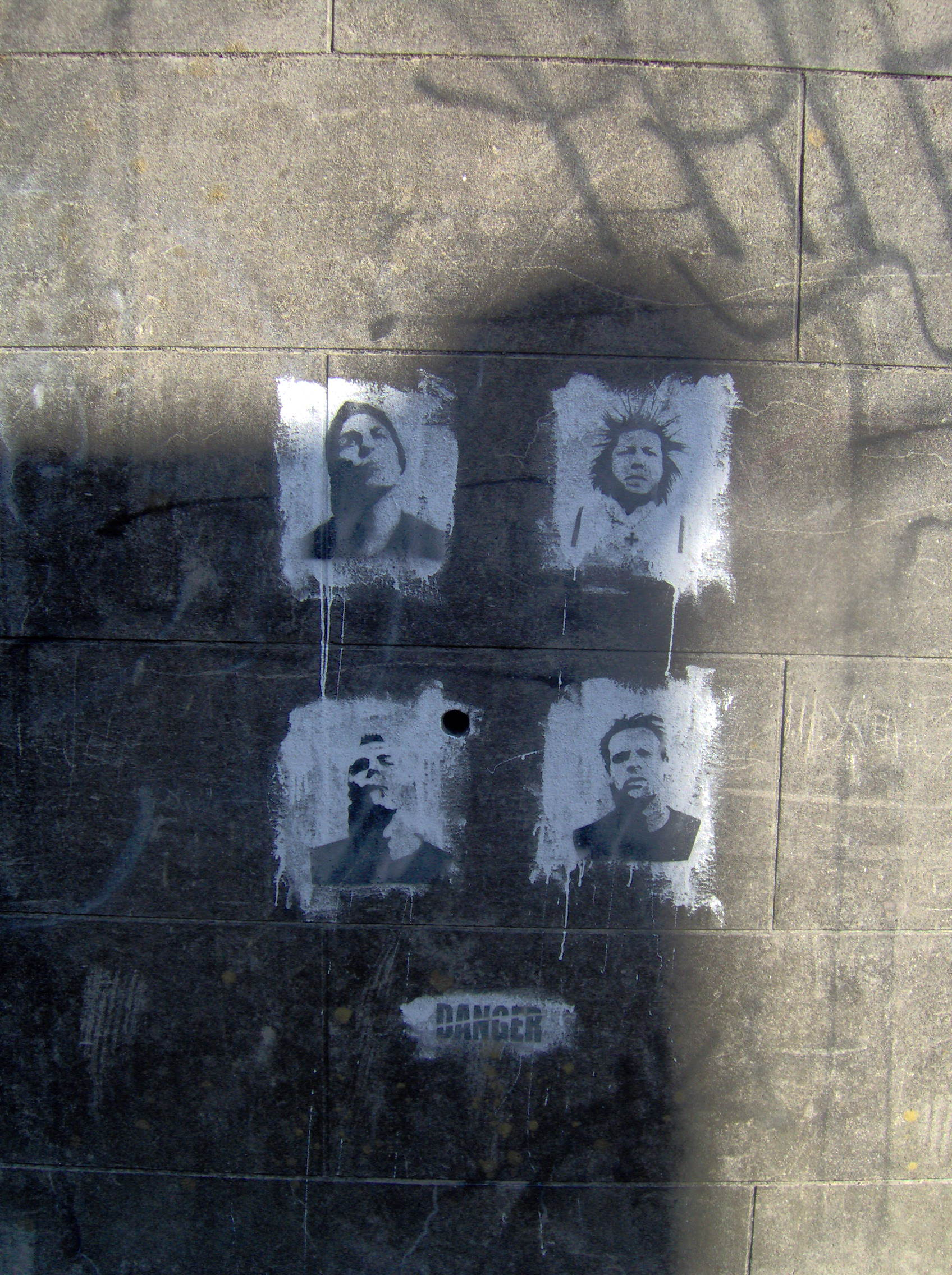
I componenti della band raffigurati in un graffito come Sid Vicious.

Per quanto riguarda le influenze, nel primo periodo di vita il gruppo si è ispirato fortemente al punk britannico, dal punto di vista sia musicale, per quanto riguarda strutture e parti vocali dei brani (ritornelli e cori in particolare), che dal punto di vista testuale e visivo, improntato ad un ribellismo di sinistra e ad un look aggressivo basato su borchie e creste, tipiche dello street punk di ispirazione britannica. Da ...And Out Come the Wolves in poi, invece, sembra che il gruppo abbia "scoperto" i Clash, e si sia a loro ispirato in larga misura a dischi come Life Won't Wait, tanto che sono stati spesso definiti tra i maggiori eredi di Joe Strummer e co. Tra i vari punti di contatto con la storica band inglese da ricordare l'uso di due prime voci e due chitarristi (le voci si alternano da canzone a canzone: Tim Armstrong e Lars Frederiksen come Joe Strummer e Mick Jones), il ruolo di grande importanza ritmica e melodica delle linee di basso. Si può notare infatti, che come nel caso dei The Clash, anche i Rancid si avvicinarono in seguito a sonorità più colte e sperimentali, con influenze esterne al punk, di origine spesso caraibica come ska e reggae. Non a caso, Life Won't Wait viene spesso considerato la risposta dei Rancid a London Calling. Inoltre la somiglianza può essere notata anche tramite gli accenni rock & roll in diversi brani, ribadendo la forte influenza tramandata dal punk rock anni settanta, al contrario della maggior parte del punk rock americano dell'epoca. Da segnalare inoltre i Rancid appaiono nel video del brano di Joe Strummer and the Mescaleros "Redemption Song" (cover di Bob Marley), pubblicato postumo dopo la morte del cantante inglese.
Oltre ai Clash e ai Ramones, sono ritenute band che hanno avuto influenza per i Rancid: The English Beat, Madness, Minor Threat, The Specials, Sex Pistols, Black Flag, Nirvana, ALL e The Specials.
I Rancid sono comunque anche una band che ha raggiunto un'elevata notorietà e influenza nel campo musicale punk rock; insieme a Green Day, The Offspring e blink-182 sono considerati la più popolare band del punk revival. Tra le principali band che vengono annoverate tra i loro emuli figurano: Good Charlotte, Simple Plan, Balzac, Killradio, The Flatliners, The Living End, Whole Wheat Bread, The Briggs, Static Thought,
The Heart Attacks, The HollowPoints, The SmashUp, Time Again, J-Ax, Society's Parasites.
Oltre alle band direttamente influenzate dai Rancid, vanno ricordate quelle che sono nate sull'onda del rinnovato entusiasmo verso lo stile ska punk (o third wave of ska), come No Doubt, Goldfinger, Dance Hall Crashers e Sublime, e anche i gruppi preesistenti che hanno però iniziato a presentare sonorità simili allo ska come NOFX e Less Than Jake.

## Collaborazioni
Tra le collaborazioni del gruppo si possono segnalare:
- Nella nota compilation di musica punk Give 'Em the Boot, costituita da sei dischi, un DVD e prodotta dalla Hellcat Records, i Rancid sono l'unico gruppo ad essere presente in ciascun disco insieme ai Dropkick Murphys, scoperti e prodotti da Lars Frederiksen. Vi sono entrate anche alcune canzoni dei Devil's Brigade.
- Nel 1996 hanno aiutato nella stesura del pezzo I Wanna Riot, per la colonna sonora del film Beavis & Butt-Head alla conquista dell'America[52].
- Nel 1996, all'interno del DVD Give 'Em the Boot DVD, è apparsa una versione di No Fun di Iggy Pop in collaborazione con i Rancid[53].
- Nel 2000 i Rancid hanno collaborato con il cantante reggae Buju Banton, alla realizzazione del pezzo Misty Days contenuto nell'album Unchained Spirit[7]. Il brano è anche apparso in Give 'Em the Boot II in una versione diversa e meno tendente al reggae.
- Nel 2003, su richiesta di Johnny Ramone[54], partecipano alla creazione di un album tributo ai Ramones, We're a Happy Family, suonando la canzone Sheena Is a Punk Rocker.
- Nel 2003 Out of Control è stata inclusa nella colonna sonora del videogioco Need for Speed: Underground[55].
- Nel 2004 Fall Back Down è stata inclusa nella colonna sonora del videogioco Tony Hawk's Underground 2[56].
- Nel 2004 Tim Armstrong partecipa a un concerto tributo alla band punk dei Ramones per il trentesimo anniversario della fondazione della band (immortalato nel film-documentario Too Tough to Die: a Tribute to Johnny Ramone) insieme a Henry Rollins dei Black Flag, Steve Jones dei Sex Pistols, Brett Gurewitz dei Bad Religion, Eddie Vedder dei Pearl Jam e altri ancora[57].
- Nel 2006 Salvation è stata inclusa nella colonna sonora del videogioco Guitar Hero II[58].

## Formazione

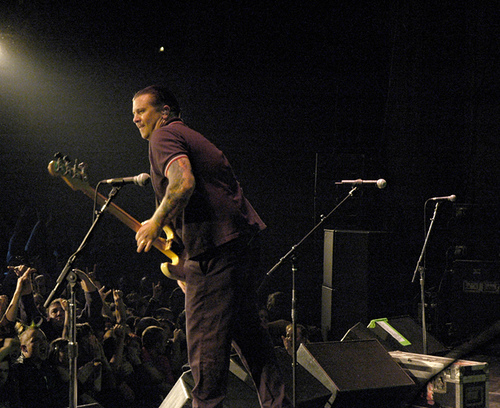
Matt Freeman al Newcastle Carling Academy nel 2007

### Formazione attuale
- Tim Armstrong – voce, cori e chitarra (1991-oggi)
- Lars Frederiksen – voce, cori e chitarra (1993-oggi)
- Matt Freeman – basso elettrico, cori e voce (1991-oggi)
- Branden Steineckert – batteria (2006-oggi)

### Ex componenti
- Brett Reed – batteria (1991-2006)

## Discografia

### Album in studio
- 1993 – Rancid
- 1994 – Let's Go
- 1995 – ...And Out Come the Wolves
- 1998 – Life Won't Wait
- 2000 – Rancid
- 2003 – Indestructible
- 2009 – Let the Dominoes Fall
- 2014 – Honor Is All We Know
- 2017 – Trouble Maker
- 2023 - Tomorrow Never Comes

### Raccolte
- 2008 – B Sides and C Sides
- 2015 - All the Moon Stomper's

### EP
- 1992 – Rancid
- 1994 – Radio Radio Radio